# 23038 Jeffbaughman
23038 Jeffbaughman (1999 XD19) là một tiểu hành tinh vành đai chính được phát hiện ngày 3 tháng 12 năm 1999 bởi nhóm nghiên cứu tiểu hành tinh gần Trái Đất phòng thí nghiệm Lincoln ở Socorro.